# Diaparsis minutissima
Diaparsis minutissima là một loài tò vò trong họ Ichneumonidae.